# Pinacoteca do Estado de São Paulo

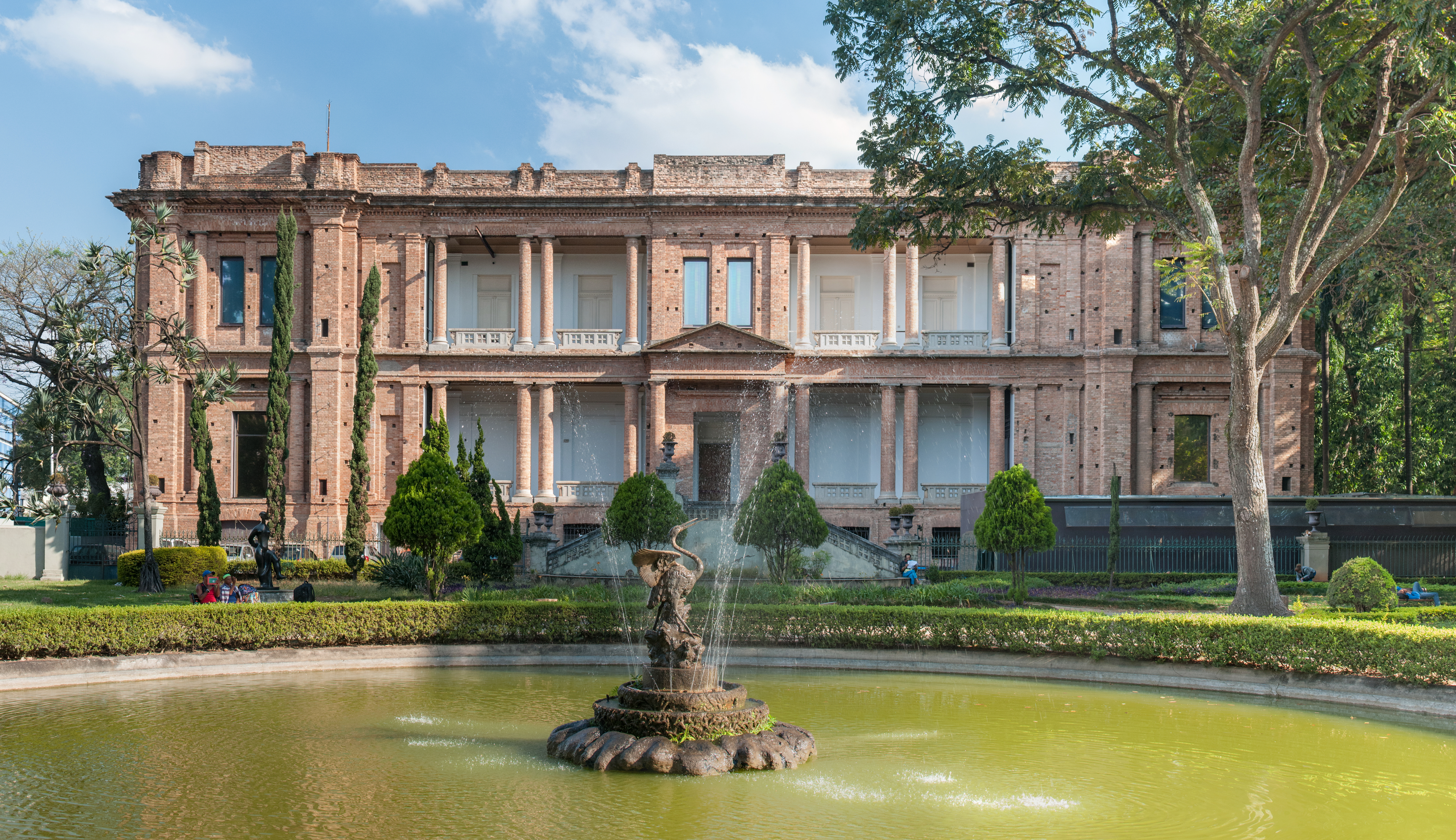
Pinacoteca do Estado de São Paulo

Die Pinacoteca do Estado de São Paulo ist eines der bedeutendsten Kunstmuseen in der Stadt São Paulo in Brasilien.

## Geschichte
Die Gemäldegalerie befindet sich in unmittelbarer Nachbarschaft zur Estação da Luz, dem zentralen Bahnhof der Stadt, in einem großen Ziegelbau, welcher von Ramos de Azevedo, dem bedeutenden paulistanischen Architekten, entworfen wurde. Das Gebäude wurde 1905 eingeweiht und sollte ursprünglich als Sitz des „Liceu de Artes e Oficios“ dienen. 1911 bereits wurde es per Dekret in ein Museum umgewandelt.
Seit dem durch Paulo Mendes da Rocha geleiteten Umbau in den 1990er-Jahren, bei dem eine Mischung von alter Bausubstanz und modernen architektonischen Elementen aus dem Gebäude eines der eindrücklichsten Museen überhaupt machten, ist diese Institution zu einer der dynamischsten des Landes geworden.
Ein Annex zur Pinacoteca ist die Estação Pinacoteca auf der anderen Seite der Estação da Luz; dieses Gebäude steht für Ausstellungen zur Verfügung und beherbergt das Dokumentationszentrum der Pinacoteca. Hier befand sich während der Militärdiktatur der Sitz des Departamento de Ordem Política e Social.
Im Juni 2008 wurden bei einem Kunstraub vier Gemälde gestohlen (zwei Bilder von Pablo Picasso und zwei Bilder von Lasar Segall). Bereits ein Jahr zuvor verschwanden aus diesem Museum zwei weitere Bilder von Pablo Picasso.
Seit Mai 2017 ist der deutsche Kunsthistoriker und Kurator Jochen Volz Direktor der Pinakothek.

## Ausstellungen (Auswahl)
- 2018: Radical Women: Latin American Art, 1960–1985. (Mulheres Radicais: arte latino-americana, 1960–1985.) Wanderausstellung Hammer Museum, Los Angeles, Brooklyn Museum, New York, Pinacoteca de São Paulo, São Paulo[3][4]